# Heinkel He P.1068
De He P.1068 is een project voor een bommenwerper dat werd ontwikkeld door de Duitse vliegtuigbouwer Heinkel.

## Ontwikkeling
In 1942 had het RLM een aantal besprekingen met de leiding en ontwerpteam van Junkers gevoerd. Het overleg was bedoeld om de ontwikkeling van een nieuwe viermotorige bommenwerper te bespreken. Na dit gesprek ging men bij Junkers aan het werk en hieruit ontstond het Junkers Ju 287-project. In de tussentijd had men bij het RLM een specificatie uitgegeven voor het Junkersontwerp.
Na de uitgifte van deze specificatie was het ontwerpteam bij Heinkel ook begonnen met het opzetten van een project. Dit project werd echter niet verder uitgewerkt en al na korte tijd stopgezet.
In juni 1943 werd er echter door het RLM weer een nieuwe specificatie uitgeschreven. In de specificatie werd gevraagd om een tweepersoonsbommenwerper met een bommenlading van 2.500 kg en een maximumsnelheid van 800 km/uur. De actieradius moest 2.500 km bedragen. Binnen het Heinkelontwerpteam stond het project bekend als de P.1068.
De ontwikkelwerkzaamheden werden uitgevoerd door het ontwerpbureau van Heinkel te Wenen. Het team stond onder leiding van Siegfried Günter. Er werden voor het einde van 1943 vier uitvoeringen ontwikkeld.

## Uitvoeringen

#### Heinkel He P.1068.01-78
De P.1068.01-78 was het eerste ontwerp voor het project. De motoren waren vier Heinkel He S 011-straalmotoren van 1.300 kg stuwdruk elk. Deze waren onder de vleugelvoorrand aangebracht in aparte motorgondels. Het ontwerp werd zo opgesteld dat men ook gebruik kon maken van andere straalmotoren, zoals de Junkers Jumo 004C.
De vleugels waren in het midden van de rompzijkant geplaatst en hadden een geringe pijlstand. De vleugels waren voorzien van “Fowler”-vleugelkleppen, die ervoor zorgden dat de landingssnelheid niet te hoog was.
De romp was slank uitgevoerd. Er waren drie bandstoftanks ingebouwd met een totale capaciteit van 1.980 lt. Een vierde tank kon 4.850 lt bevatte. Direct onder de voorste brandstoftank was het interne bommenruim aangebracht.
Er was voor een neuswiellandingsgestel gekozen. Het hoofdlandingsgestel werd in de romp opgetrokken, het neuswiel werd eerst over 90 graden gedraaid voordat het achterwaarts in de rompneus werd opgetrokken.
De cockpit was in de rompneus geplaatst en als drukcabine uitgevoerd. Er was veel glas aangebracht voor een zo goed mogelijk zicht voor de twee bemanningsleden.
Men had in deze fase van het project nog geen defensieve bewapening aangebracht.

##### Technische specificaties
Afmetingen:
- Spanwijdte: 19 m.
- Lengte: 20 m.

Gewichten:
- Startgewicht: 22.300 kg.

Prestaties:
- Maximumsnelheid: 850 km/uur op m.

#### Heinkel He P.1068.01-80
Dit ontwerp was voor het grootste deel gelijk aan de P.1068.01.78. Het aantal motoren was echter vergroot tot zes. Dit konden Heinkel He S 011- of Junkers Jumo 004C-straalmotoren zijn. Op de romp rug was een op afstand bediende geschutskoepel aangebracht.
Dit ontwerp werd uitgebreid in de windtunnel getest en hier bleek dat het over erg slechte aerodynamische eigenschappen te beschikken. Het bleek uiteindelijk het slechtste ontwerp binnen dit project te zijn.

##### Technische specificaties
Gewichten:
- Startgewicht: 23.504 kg.

Prestaties:
- Maximumsnelheid: 930 km/uur.

#### Heinkel He P.1068.01-83
Dit derde ontwerp was bedoeld om de snelheid op te voeren. Dit wilde men bereiken door de vleugels en de romp te verkleinen. Het verkleinen van de romp had echter ook een negatieve invloed op de brandstofcapaciteit. Hierdoor werd automatisch ook de actieradius verkleind.
De motoren waren vier Heinkel He S 011A- of vier Junkers Jumo 004C-straalmotoren die onder de vleugelvoorrand waren aangebracht in aparte gondels. Alle aanpassen hadden wel tot gevolg dat het gewicht met 4.000 kg afnam.

##### Technische specificaties
Afmetingen:
- Spanwijdte: 16 m.
- Lengte: 17 m.

Gewichten:
- Startgewicht: 17.960 kg.

#### Heinkel He P.1068.01-84
Dit was het laatste ontwerp binnen het project. Men had de vleugels aangepast en deze voorzien van een pijlstand van 35 graden.
De vier Heinkel He S 011-straalmotoren waren nu niet onder de vleugels aangebracht maar tegen de rompzijkant. Twee waren er half voor en onder de vleugels naast de cockpit geplaatst, de andere twee voor een deel boven en achter de vleugels.
De cockpit was in de rompneus aangebracht en er was gekozen voor een neuswiellandingsgestel. Het hoofdlandingsgestel werd in de romp ingetrokken, het neuswiel in de rompneus.
Dit ontwerp had echter, ondanks de pijlvleugels, een lagere maximumsnelheid dan de voorgaande ontwerpen met rechte vleugels.

##### Technische specificaties
Afmetingen:
- Spanwijdte: 16 m.
- Lengte: 17,90 m.
- Vleugeloppervlak: m².

Gewichten:
- Startgewicht: 18.225 kg.

Prestaties:
- Maximumsnelheid: 895 km/uur.

## Afronding van het project
Het project werd op 23 november 1943 aan het RLM aangeboden. De documentatie was voorzien van alle gegevens die men tijdens het ontwikkelen van het project had verzameld. Op 15 december 1943 was men bij Heinkel gereed voor de productie van het eerste prototype, dat was voorzien van vier Junkers Jumo 004-straalmotoren. Echter werden een paar weken later alle ontwerpen behalve de laatste uitvoering geannuleerd.
De tijdens dit project opgedane ervaringen werden later gebruikt tijdens de ontwikkeling van de Heinkel He 343.